# ウジェーヌ・ヴァラン

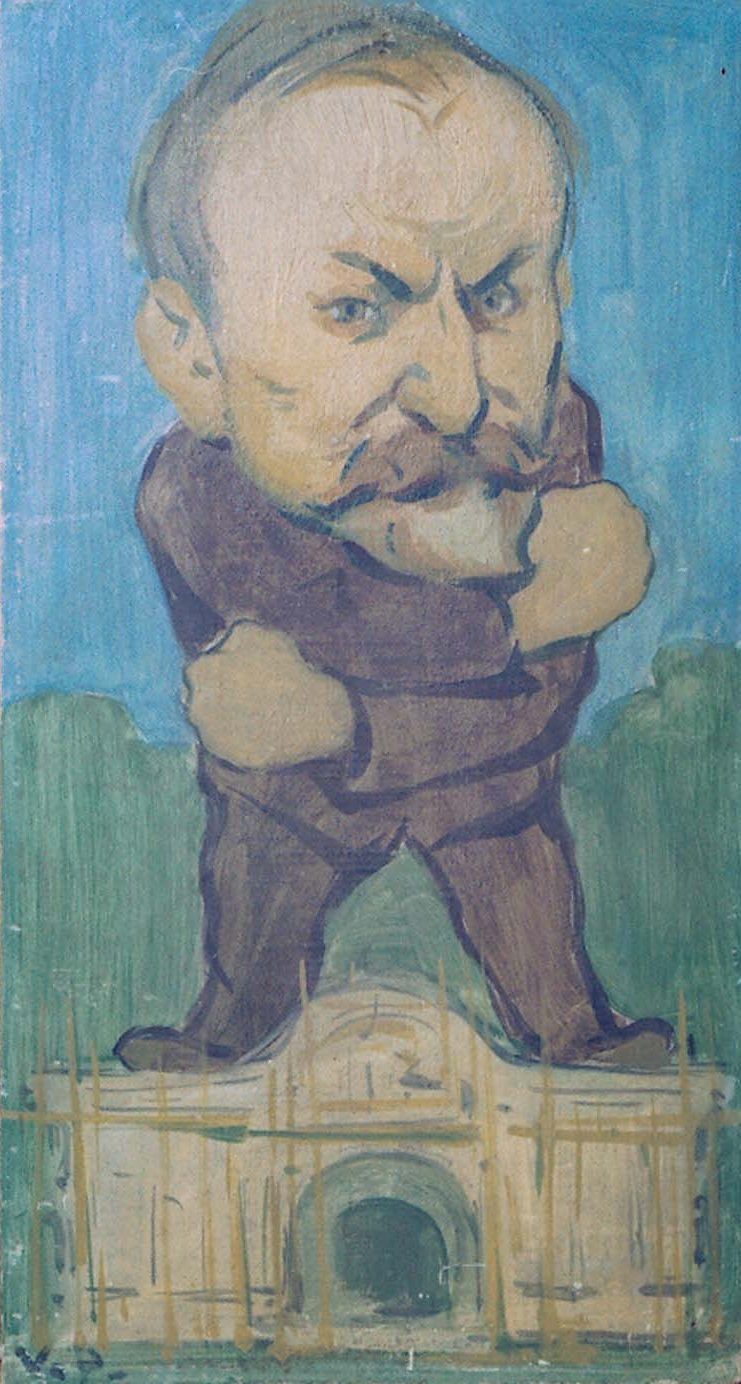
ヴィクトール・プルーヴェによるヴァランの似顔絵

ウジェーヌ・ヴァラン（Eugène Vallin、1856年7月13日 - 1922年7月21日）は、フランスの工芸家、建築家である。アール・ヌーヴォーの時代に家具などをデザインした。

## 略歴
フランス北部、ムルト＝エ＝モゼル県のエルベヴィレ(Herbéviller)で生まれた。ナンシーの美術学校で学んだ後、大工をしている叔父のもとで見習いをして。1881年に叔父の仕事を引き継いだ。1890年代の終わりまで主に教会用の家具を制作し、1894年にナンシーで開かれたロレーヌ地域圏ロレーヌの装飾美術展示会に、展示会のスタッフであった建築家のシャルル・アンドレ（Charles André: 1841–1928）に勧められて、客の注文で制作した家具や、自宅の彫刻で飾られた家具の写真を出展した。
シャルル・アンドレの指示を受けて、ナンシー市庁舎(Hôtel de ville de Nancy)の大広間や結婚式場などの改修工事に参加し、工芸家のエミール・ガレの影響を受けて、動植物をモチーフにした装飾彫刻を制作した。
モニュメントも制作し、1896年にナンシーのカルノー広場(Place Carnot)のモニュメントなどの制作にも参加した。
家具の制作が有名で実業家でアール・ヌーヴォー美術のパトロンのウジェーヌ・コルバン（Eugène Corbin）などのナンシーの著名人の注文で家具を制作した。
1895年に、建築家のジョルジュ・ビエ(Georges Biet)に支援を受けて、ナンシーにアール・ヌーヴォー様式の新しい工房と自宅を建て、後にビエの別荘の装飾を支援した。1909年にナンシーで開催された国際博覧会（Exposition internationale de l'Est de la France）の期間中に、ナンシー派の工芸家たちの展示のためのパヴィリオンの装飾を工芸家のヴィクトール・プルーヴェと協力して、行った。この建物は最初期の鉄筋コンクリートで作られた建物とされている。プルーヴェはこの時ヴァランの似顔絵を描いた。
1922年にナンシーで没した。
アール・デコのグラフィックデザイナー、ポール・コラン(1892-1985)や家具デザイナーのエクトル・ミショー（Hector Michaut: 1874-1923）はヴァランの弟子とされる。

## 作品

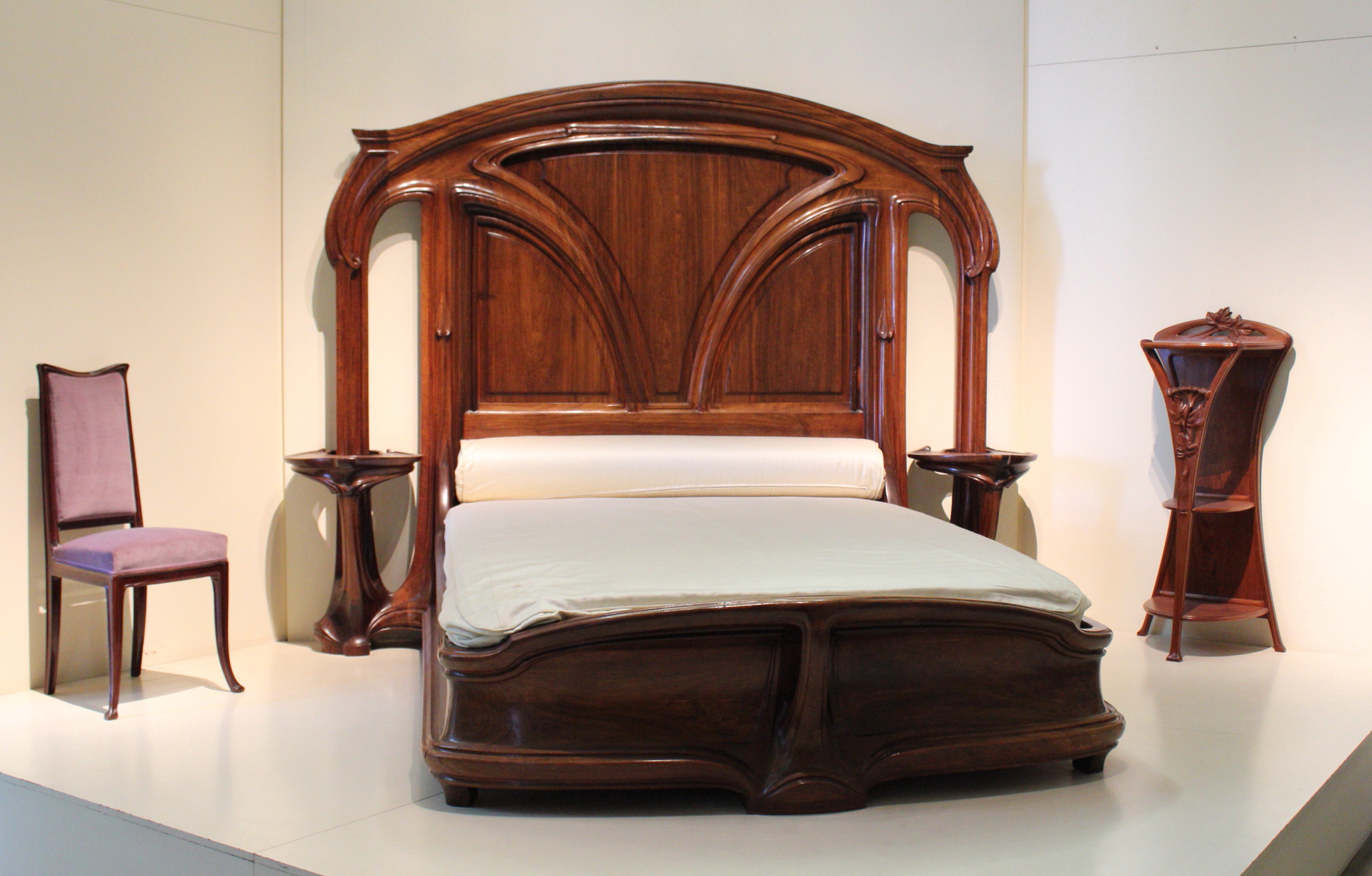
オルセー美術館に収蔵されている『ベッド』（1900年）
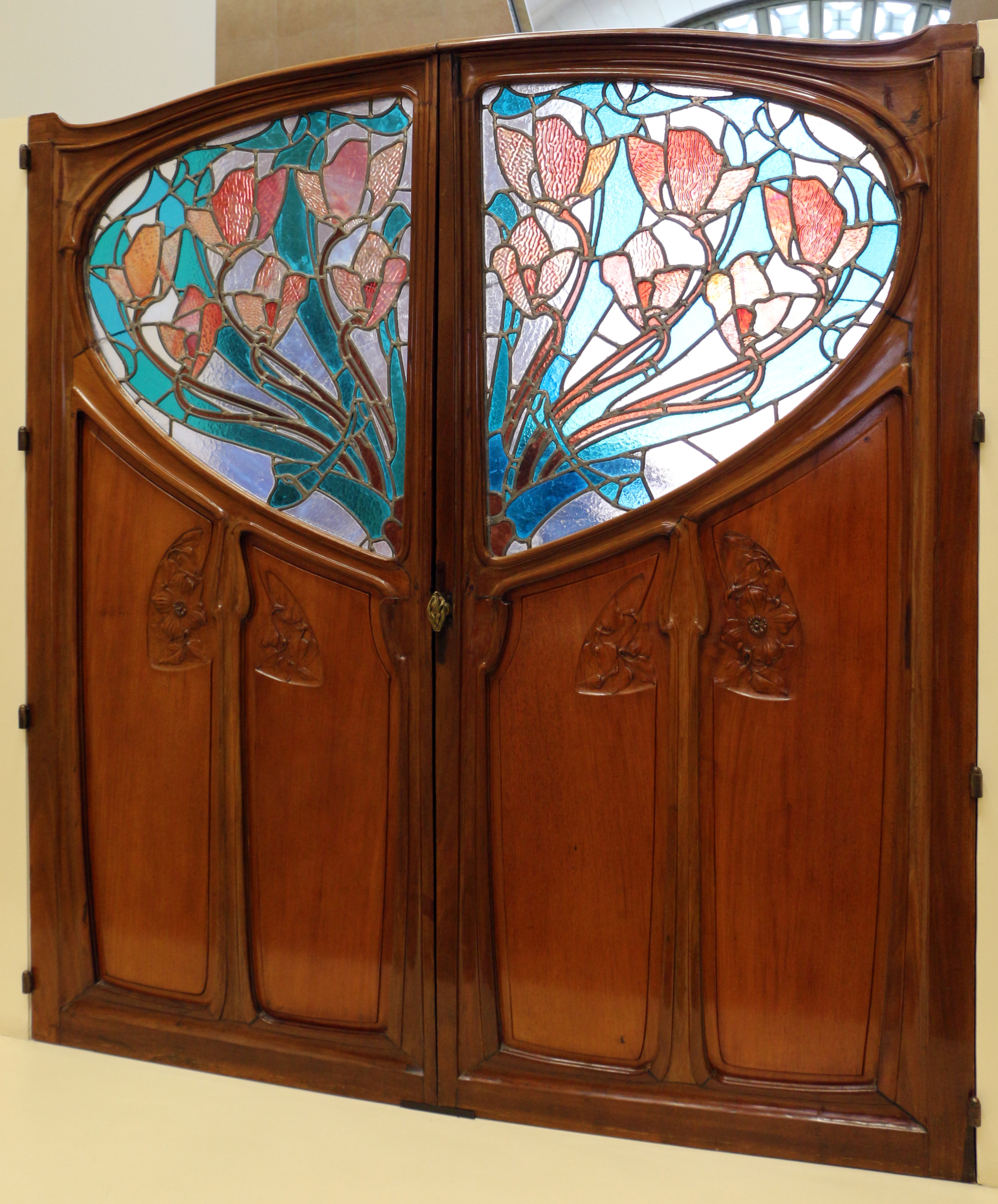
オルセー美術館に収蔵されているドアの装飾
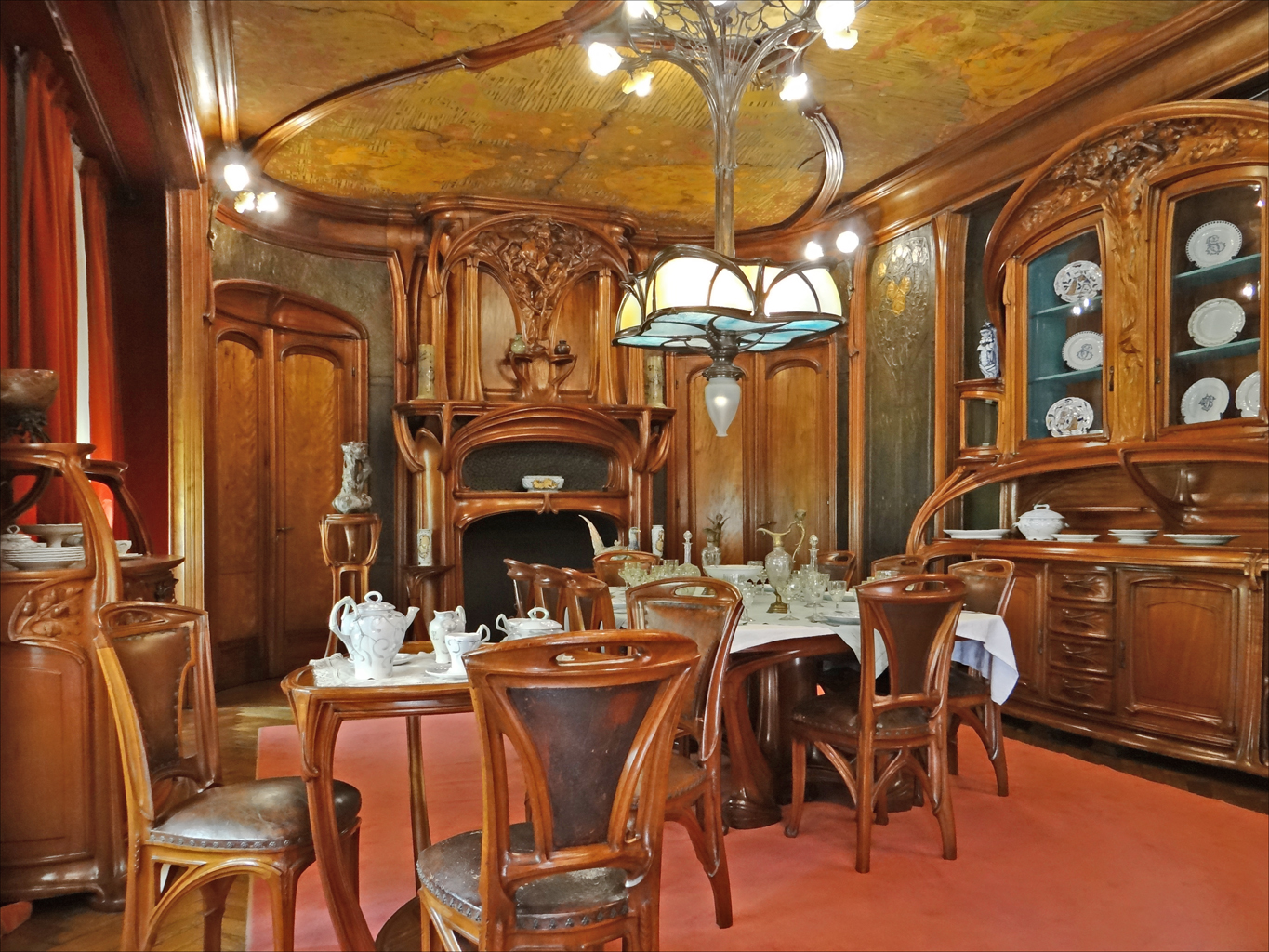
ナンシー派美術館（旧 ウジェーヌ・コルバン邸）の食堂、暖炉の装飾などがヴァランの作品